# ウィットネス (カメラ)
ウィットネス（Witness ）はエルンスト・ライツで光学設計者だったロバート・スタンバーグとツァイスで働いていたD.A.ロスチャイルドが共同で製作し1948年頃イルフォードから発売したライカ判レンジファインダーカメラである。

## 概要
製造台数はイルフォード銘で350台、それ以後イルフォード銘でなくなり100台程が製造されたという説があるが定かではない。裏蓋部分が外れて、簡単にフィルム装着ができる。連動距離計を組み込んだファインダーはパララックスを自動補正する。シャッターダイヤルは不回転。専用バヨネットマウントとライカLマウントの両方が使える。装着レンズはダルメイヤーのスーパーシックス（Super-Six ）50mmF1.9。いかにも沈胴しそうなデザインであるが固定鏡胴である。ヘリコイドは1mで一度ストッパーが掛かるが、ピントレバーを押しながら回すと距離計非連動ながらさらに1.7ftまで近接が出来る。初期にはダロン（Daron ）50mmF2.9、試作段階ではセプタック（Septac ）50mmF1.5があるというが、どちらも稀少である。